# El don de Alba
El don de Alba es una serie de televisión producida por Disney Media Distribution para su emisión en España en el canal Telecinco que duró del 9 de abril de 2013 al 16 de julio del mismo año. La ficción estaba protagonizada, entre otros, por Patricia Montero y Martiño Rivas, que adaptaron la serie norteamericana Entre fantasmas, creado por John Gray y producida por Sander/Moses Productions conjuntamente con ABC Studios y CBS Paramount Television; consecuentemente, los personajes originales fueron modificados y sus perfiles reescritos para la audiencia española.

## Historia
El miércoles 30 de noviembre de 2011, durante la gala anual de presentación de Mediaset España, el grupo presentó la serie en el Palacio de Congresos de Madrid a sus anunciantes y confirmó que estaría protagonizada por la actriz Patricia Montero. En la ceremonia, también pudo verse el episodio piloto de la ficción donde Alba se presenta como una chica normal y corriente que tiene un don: ver a los muertos.
Dos semanas más tarde, el 14 de diciembre, el portal de información Vanitatis informó que el actor Martiño Rivas habría fichado para la serie de Telecinco y daría vida a Pablo Escudero, un escéptico médico recién licenciado que comienza a trabajar en Urgencias de la localidad en la que vive Alba. De esta manera, Pablo y Alba mantendrán una relación especial y se harán marido y mujer en la serie. El día después se anunció el fichaje de Antonio Hortelano que dará vida al personaje de Gabriel Vega, un perfecto aliado en el desarrollo del mundo de la información.
El 3 de febrero de 2012, la cadena Telecinco y la productora Disney iniciaron el rodaje de “El don de Alba”, la serie basada en la ficción americana Entre fantasmas, que protagoniza la actriz Patricia Montero con el papel de Melinda Gordon. Tras la confirmación del rodaje, también se hablaron de los nuevos fichajes de la serie. Entre los protagonistas, también se sumaron al reparto Ismael Martínez, Carmela Poch, Itsaso Arana, Teresa Lozano, Sonia Almarcha, Carmen Sánchez, Ramiro Blas, Marta Aledo, Christophe Miravall, Victoria Giménez-Guervós y Ángela Fabián.
El 11 de mayo, Juan Pablo Di Pace (actor y modelo argentino) anunció a través de su cuenta personal Twitter que se incorporaría al rodaje de la serie en la próxima semana. Por otro lado, semanas después, se anunció la participación episódica de la actriz Diana Palazón que desempeñará el papel de Esther, una prima carnal de Andrea que está a punto de casarse.
Después de estar un año sin saberse nada sobre la serie y permanecer en la recámara, a finales del mes de marzo de 2013 el grupo de comunicación, Mediaset España, confirmó a los medios de televisión de que «El don de Alba» sería estrenado en la primera emisora del canal de Fuencarral el 9 de abril del mismo año, con emisión en las noches del prime time de los martes.
El martes 25 de junio de 2013, la compañía Disney sacó a la venta el libro de El don de Alba donde se encontraban todas las claves de la primera temporada de la serie.
Finalmente Telecinco comunicó la cancelación de la serie por una segunda temporada debido a las bajas audiencias. Así la serie se despidió de los espectadores con su último capítulo emitido el 16 de julio de 2013.

## Argumento
Tras la muerte de su abuela, Alba Rivas tendrá como misión ayudar a los muertos que, por algún tipo de razón, no han podido cruzar "al otro lado" y tendrá que ayudar a estas almas a completar su camino. Sus más allegados se verán afectados por esta "misión", incluso llegando al punto de poner en peligro sus vidas por ayudar a los espíritus.
La joven tendrá que enfrentarse a las dificultades que implica tener ese don y, al mismo tiempo, ocuparse de otros aspectos de su vida, como sacar su negocio adelante, entablar nuevas amistades y vivir una historia de amor. Alba mantendrá una relación especial con Pablo Escudero, un escéptico médico recién licenciado que tras casi una década de estudios, ha comenzado a trabajar en el servicio de Urgencias de la localidad. Allí se encontrará con Gabriel Vega, un perfecto aliado en el desarrollo de sus misiones por su pasión por el mundo sobrenatural y su habilidad para obtener datos e informaciones.

## Reparto

### Personajes
- Alba Rivas está interpretada por Patricia Montero: Es una joven mujer de 23 años que acaba de trasladarse a Bellavista para regentar una tienda de antigüedades junto a su amiga Andrea.[13] Tiene un carácter extrovertido y la gusta congeniarse con la gente. Desde que era una niña asume tener un don especial: poder ver y sentir la presencia de almas. Además, durante su estancia en la ciudad, obstaculizará su relación sentimental con Pablo,[14] un joven médico de urgencias.
- Pablo Escudero está interpretado por Martiño Rivas: Recién licenciado en medicina a sus 27 años de edad. Tras años de estudios, especializaciones y prácticas, Pablo comienza a trabajar en el servicio de urgencias de Bellavista.[14]  Previamente, habría declinado una oferta de su padre para la incorporación en una clínica que regenta su familia. Es un joven atractivo, solidario y simpático y dispone de una enorme capacidad para conquistar a las chicas, donde iniciará una especial relación con Alba.[13]
- Gabriel Vega está interpretado por Antonio Hortelano: Hombre de 30 años, cínico y con un peculiar sentido del humor. Desempeña su trabajo como responsable del departamento de archivo de la Casa de la Cultura donde pasa información a Alba del pasado de las almas que tiene que guiar.[15] Despierta gran interés por el mundo sobrenatural y cuenta con una lista de extravagantes aficiones. Padece una enfermedad degenerativa incurable que le obliga a usar un bastón.
- Andrea Santos está interpretada por Itsaso Arana: es la mejor amiga de Alba.[16] A sus 28 años, esta joven proviene de una familia adinerada de Bellavista donde regenta junto a su compañera de universidad una tienda de antigüedades. Conoce a Alba desde que ambas coincidieron en el primer curso de Historia del Arte. Desde entonces, su amistad se ha consolidado y comporten casa juntas.
- Ramón Ramos está interpretado por Ismael Martínez: Viudo y padre de una niña, Alicia.[16] Trabaja en la localidad de Bellavista como jefe técnico en una planta de reciclaje de basuras. Quiere que su hija sea normal y feliz, pero vive preocupado por unos extraños sueños y unos dolores de cabeza que padece la pequeña.
- Alicia Ramos está interpretada por Carmen Sánchez: Es la hija de 12 años de Ramón. Fue salvada por Alba en un incendio, desde entonces ve cosas raras y a un hombre en el espejo. Su padre se preocupa mucho por ella y la lleva a psicólogos, pero solo Alba puede ayudar a Alicia.
- Nuria Guerrero está interpretada por Carmela Poch: Tiene 31 años y es la compañera de Pablo en el hospital está enamorada de él y siente celos de Alba. Pero después conoce a Gabriel y entre ellos dos surge chispas y una relación de amor-odio, hasta que Nuria descubra lo que verdaderamente oculta Gabriel.
- El hombre sin rostro está interpretado por Ramiro Blas: Es el hombre que ve Alicia en el espejo corresponde al otro lado rival de Alba e intentará quitarle las almas para que en vez de ir a la luz cómo Alba quiere, vayan a la oscuridad cómo él quiere.
- Melissa está interpretada por Teresa Lozano
- Mario está interpretado por Javier Cidoncha

### Artistas invitados
Varios artistas conocidos en el mundo de la interpretación en España participaron en la serie.
- Episodio 1: Vicky Luengo (Zoe Santos / Natalia Santos), Guillermo Barrientos (David), Sonia Almarcha (Luna), Blanca Apilanez, Ignacio Hidalgo (Nicolás), Marta Aledo (Verónica), Jorge Anegon (Policía).
- Episodio 2: Manuela Paso (Concha), Daniel Casadellà (Aitor), Jorge Anegon (Policía), Nacho Rubio y José Luis García Pérez (José María), Miquel Fernández (Mecánico).
- Episodio 3: Gonzalo Kindelán, Roser Tapias, Juan Margallo (Miguel Sáenz), Ana Turpin, Críspulo Cabezas (Tomás Aguirre Castiella).
- Episodio 4: Manu Fullola, Bárbara Goenaga.
- Episodio 5: Juan Pablo Di Pace (Víctor).
- Episodio 6:  Daniel Avilés, Alicia Borrachero.
- Episodio 7: Sandra Blázquez, Jorge Suquet (Luis), Lucía Ramos, Diana Palazón (Esther) y Dani Sánchez.
- Episodio 8: Nacho Fresneda, Ana Torrent, Ignacio Hidalgo (Nicolás).
- Episodio 9: Elena Lucena, Alex Tuppin, Almudena Cid.
- Episodio 10: Luis G. Gaenz.
- Episodio 11: Marián Álvarez, Ana Labordeta
- Episodio 12: Sonia Almarcha (Luna), Marián Álvarez, Manolo Solo
- Episodio 13: Marián Álvarez, Sonia Almarcha (Luna), Manolo Solo
- Episodio 14: Marián Álvarez, Sonia Almarcha (Luna), Manolo Solo

## Episodios y audiencias
| Temporada | Temporada | Episodios | Estreno            | Final               | Audiencia media | Audiencia media | Audiencia media |
| Temporada | Temporada | Episodios | Estreno            | Final               | Espectadores    | Cuota           |                 |
| --------- | --------- | --------- | ------------------ | ------------------- | --------------- | --------------- | --------------- |
|           | 1         | 14        | 9 de abril de 2013 | 18 de julio de 2013 | 1 642 000       | 9,2%            |                 |

### Temporada 1: 2013
| N.º (serie) | N.º (temp.) | Título                     | Director(es)            | Fecha de emisión    | Audiencia         |
| ----------- | ----------- | -------------------------- | ----------------------- | ------------------- | ----------------- |
| 1           | 1           | «Espíritu dividido»        | Belén Macías            | 9 de abril de 2013  | 2 482 000 (13,2%) |
| 2           | 2           | «Dos mundos»               | Carles Vila             | 16 de abril de 2013 | 2 188 000 (11,8%) |
| 3           | 3           | «El camino del perdón»     | Alejandro Bazzano       | 23 de abril de 2013 | 1 820 000 (9,6%)  |
| 4           | 4           | «La última noche»          | Eduardo Chapero-Jackson | 30 de abril de 2013 | 1 516 000 (7,7%)  |
| 5           | 5           | «Extraña pareja»           | Carles Vila             | 7 de mayo de 2013   | 1 832 000 (10,1%) |
| 6           | 6           | «Juguetes perdidos»        | Alejandro Bazzano       | 14 de mayo de 2013  | 1 673 000 (9,3%)  |
| 7           | 7           | «La novia blanca»          | Koldo Serra             | 21 de mayo de 2013  | 1 813 000 (9,9%)  |
| 8           | 8           | «El primer fantasma»       | Carles Vila             | 28 de mayo de 2013  | 1 683 000 (9,4%)  |
| 9           | 9           | «Perdido en la montaña»    | Alejandro Bazzano       | 4 de junio de 2013  | 1 520 000 (8,3%)  |
| 10          | 10          | «Los niños perdidos»       | Koldo Serra             | 11 de junio de 2013 | 1 525 000 (8,3%)  |
| 11          | 11          | «El crimen de la estación» | Carles Vila             | 2 de julio de 2013  | 988 000 (5,7%)    |
| 12          | 12          | «La elegida (I)»           | Alejandro Bazzano       | 9 de julio de 2013  | 1 080 000 (7,2%)  |
| 13          | 13          | «La elegida (II)»          | Koldo Serra             | 16 de julio de 2013 | 1 227 000 (10,0%) |
| 14          | 14          | «El campo»                 | Koldo Serra             | 18 de julio de 2013 | 1 227 000 (12,5%) |